# Kempnyia tijucana
Kempnyia tijucana is een steenvlieg uit de familie borstelsteenvliegen (Perlidae). De wetenschappelijke naam van de soort is voor het eerst geldig gepubliceerd in 1997 door Dorville & Froehlich.